# Maryna Doroschenko
Maryna Olehiwna Doroschenko, geborene Chabarowa (ukrainisch Марина Олегівна Дорошенко, geborene Хабарова; * 22. März 1981 in Marhanez; † 7. September 2014) war eine ukrainische Basketballspielerin, siebenmalige Ukrainemeisterin, zweimalige Ukrainepokal-Siegerin als Teil der Mannschaft BC «Kosatschka-ZAlK». Sie nahm an europäischen Vereinswettbewerben (2004/05 an der Euroleague Women, ansonsten am Ronchetti Cup bzw. dem EuroCup Women) und, als Teil der ukrainischen Nationalmannschaft, an der Europameisterschaft 2003 sowie weiteren Qualifikations- und Finalspielen teil.
Im Jahr 2013 wurde bei Doroschenko akute Leukämie diagnostiziert. Anfang Januar 2014 nahm die Krankheit einen bösartigen Verlauf. Ohne eigene Mittel zur Krankheitsbekämpfung trat Doroschenko an die Öffentlichkeit mit dem Ersuchen, ihr die Behandlung finanzieren zu helfen.